# 9100 Tomohisa
9100 Tomohisa (1996 XU1) là một tiểu hành tinh vành đai chính được phát hiện ngày 2 tháng 12 năm 1996 bởi T. Kobayashi ở Oizumi.